# Корнуолліс парк
Корнуолліс-Парк — сільська громада в графстві Аннаполіс, Нова Шотландія, Канада. Станом на перепис 2021 року населення становило 488 осіб, що на 1,9 % більше, ніж у 2016 році.

## Історія
Громада розташована на західній околиці Клементспорту та безпосередньо на схід від Діп-Брук. Раніше він називався Корнуолліс після того, як військова база була заснована як HMCS Корнуолліс у 1942 році та стала CFB Корнуолліс у 1968 році (вона була законсервована з 1946 по 1949 рік). Після закриття CFB Cornwallis у 1994 році майно було перетворено на цивільне використання. Орган місцевого розвитку використовував назву Парк Корнуолліс, і ця назва була офіційно прийнята для громади в 2000 році.

## Населення
Згідно з переписом населення 2021 року, проведеним Статистичною службою Канади, у Корнуолліс-Парку проживало 488 осіб, які проживали в 238 із 258 приватних помешкань, що є зміною на 1,9 % від його населення у 2016 році, яке становило 479 осіб. Маючи площу території 2,14 км 2 (0,83 квадратних миль), щільність населення становила 228,0/км2 у 2021 р.
Після початку повномасштабного вторгнення РФ населення селище збільшилося вдвічі.

## Сучасні події
Корнуолліс-Парк був домом для головного адміністративного офісу Центру підтримки миру Пірсона, розташованого в колишній резиденції командувачів бази. Значна частина приміщень колишньої військової бази (зокрема житло, гостинність, кімнати для переговорів і актові зали) перейшла під управління конференц-центру Аннаполіса. Корнуолліс-парк щороку приймає понад 1000 курсантів Royal Canadian Sea, які проходять навчання через CSTC HMCS Acadia. Багато квартир для подружжя (PMQ) були продані під приватні резиденції.